# António Joaquim da Fonseca
António Joaquim da Fonseca (Angra do Heroísmo, 1839 — 10 de Janeiro de 1870) foi um jornalista e político português.
Colaborou nos jornais publicados na ilha Terceira: "Pobres da Terceira", "Clarim" e "Terceira".
Exerceu o cargo de Governador de São Tomé e Príncipe de 30 de Julho a 30 de Setembro de 1867.